# Зілінський Віктор Миколайович
Ві́ктор Микола́йович Зілі́нський (нар. 22 серпня 1967 — пом. 31 жовтня 2014) — солдат Збройних сил України.

## Життєпис
В цивільному житті займався ремонтом автотранспортних засобів.
В часі війни пішов добровольцем до армії — у третю хвилю мобілізації 21 серпня 2014-го, місяць проходив підготовку у 169-му навчальному центрі Сухопутних військ, був направлений до зони бойових дій. Солдат, 24-та механізована бригада.
Загинув 31 жовтня 2014-го під час виконання бойового завдання в районі села Сміле (Слов'яносербський район).
Без Віктора лишились дружина та двоє синів.
Похований у Веселиновому.

## Нагороди та вшанування
За особисту мужність і героїзм, виявлені у захисті державного суверенітету та територіальної цілісності України, вірність військовій присязі під час російсько-української війни, відзначений — нагороджений
- 14 березня 2015 року — орденом «За мужність» III ступеня (посмертно)[2]
- у Веселинівській гуманітарній гімназії відкрито меморіальну дошку випускнику Віктору Зілінському